# Monika Fabijańska
Monika Fabijańska (ur. 23 września 1971 w Warszawie) – polsko-amerykańska historyczka sztuki i kuratorka działająca w Stanach Zjednoczonych.

## Życiorys
Ukończyła historię sztuki na Uniwersytecie Warszawskim. Zawodowo związana z Nowym Jorkiem, specjalizuje się w sztuce kobiet i feministycznej. 
W latach 1999–2014 była zawodową dyplomatką. W 1999 była odpowiedzialna za przygotowanie prawne i organizację struktury czterech nowych Instytutów Polskich (w Nowym Jorku, Sofii, Petersburgu, Tel Awiwie). Od 2000 do 2005 była wicedyrektorką, zaś od 2005 do 2010 dyrektorką Instytutu Kultury Polskiej w Nowym Jorku. W tym okresie była zaangażowana w ok. 600 projektów kulturalnych, między innymi w prezentację retrospektywnej wystawy Aliny Szapocznikow w nowojorskim Museum of Modern Art (2012), przygotowanej przez Muzeum Sztuki Nowoczesnej w Warszawie. Współprodukowała także wystawy i prezentacje w muzeach amerykańskich, m.in. Artura Żmijewskiego (2009–2010), Krzysztofa Wodiczki (2009–2010), Tadeusza Kantora (2008–2009), Zbigniewa Libery (2006), Wilhelma Sasnala (2005), historii polskiej animacji (2003). Była współproducentką sztuki Dana Gordona "Irena's Vow" z Tovah Feldshuh w roli tytułowej (Baruch Performing Arts Center, Off-Broadway 2008; Walter Kerr Theatre, Broadway 2009). Zorganizowała wystawę "Polska na Pierwszej Stronie" na Manhattanie z okazji 25-lecia Solidarności, otwartą przez Lecha Wałęsę oraz burmistrzów Nowego Jorku Michaela Bloomberga i Edwarda Kocha (2005). Stworzyła i prowadziła Polsko-Amerykański Program Wymiany Rezydencyjnej Artystów (2003–2010). W latach 2010–2011 wicedyrektorka Departamentu Dyplomacji Publicznej i Kulturalnej w Ministerstwie Spraw Zagranicznych. Pomysłodawczyni i w latach 2011–2013 dyrektorka i kuratorka Poland-U.S. Campus Arts Project we współpracy z Uniwersytetem Harvarda, Massachusetts Institute of Technology, Uniwersytetu Yale, Uniwersytetu w Princeton, Uniwersytetu Michigan i Instytutem Adama Mickiewicza.
Była kuratorką wystawy "ecofeminisms(s)" (Thomas Erben Gallery, 2020), recenzowanej m.in. w The New York Times. Jej poprzednia wystawa "The Un-Heroic Act: Representations of Rape in Contemporary Women's Art in the US" (Shiva Gallery, John Jay College of Criminal Justice, CUNY, 2018, z katalogiem), została uznana za 5. najlepszą wystawę roku w Nowym Jorku w rankingu Hyperallergic i omówiona w, m.in.: The New York Times i The New Yorker.